# 中田勝
中田 勝（なかた まさる、1926年2月23日 - 2015年3月11日）は、日本の漢学者（昭和から平成時代）。専門分野は陽明学。二松学舎大学名誉教授、群馬医療福祉大学名誉教授。

## 人物
熊本県球磨郡多良木町出身。

## 略歴
1926年生まれ。
2007年瑞宝小綬章受章。